# Перфін

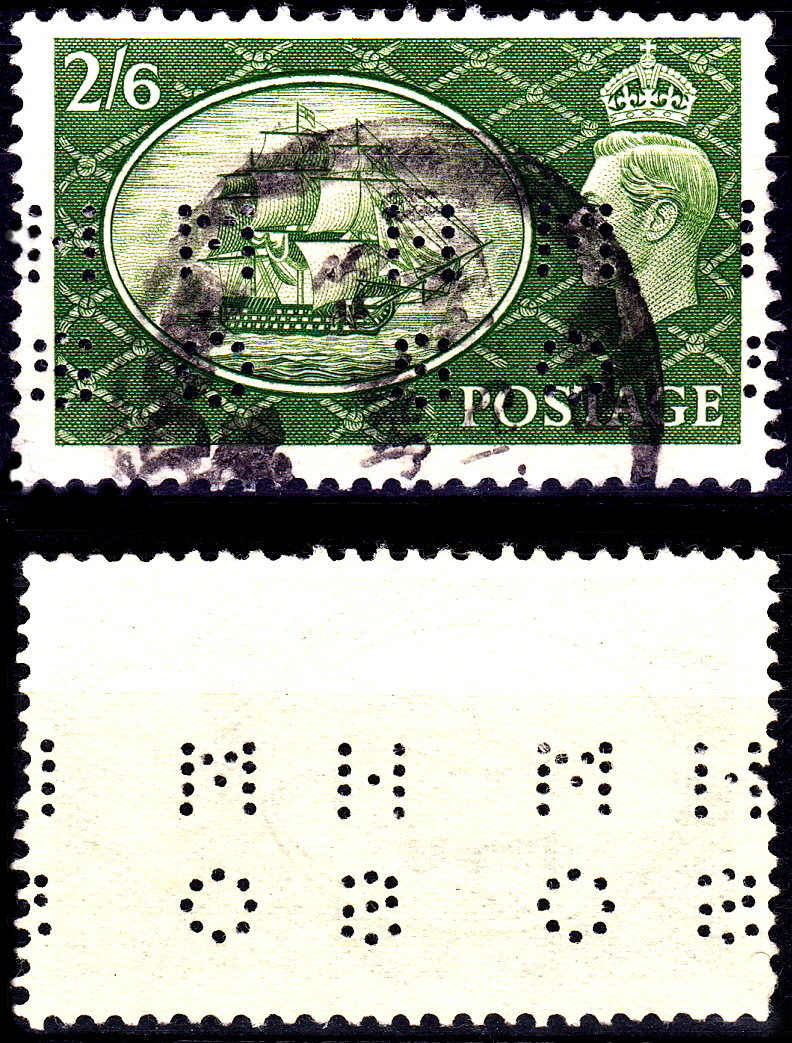
Поштова марка Великої Британії 1951 року (використовується ОПІВБ) із лицьовою стороною (вгорі) та реверсом (внизу)

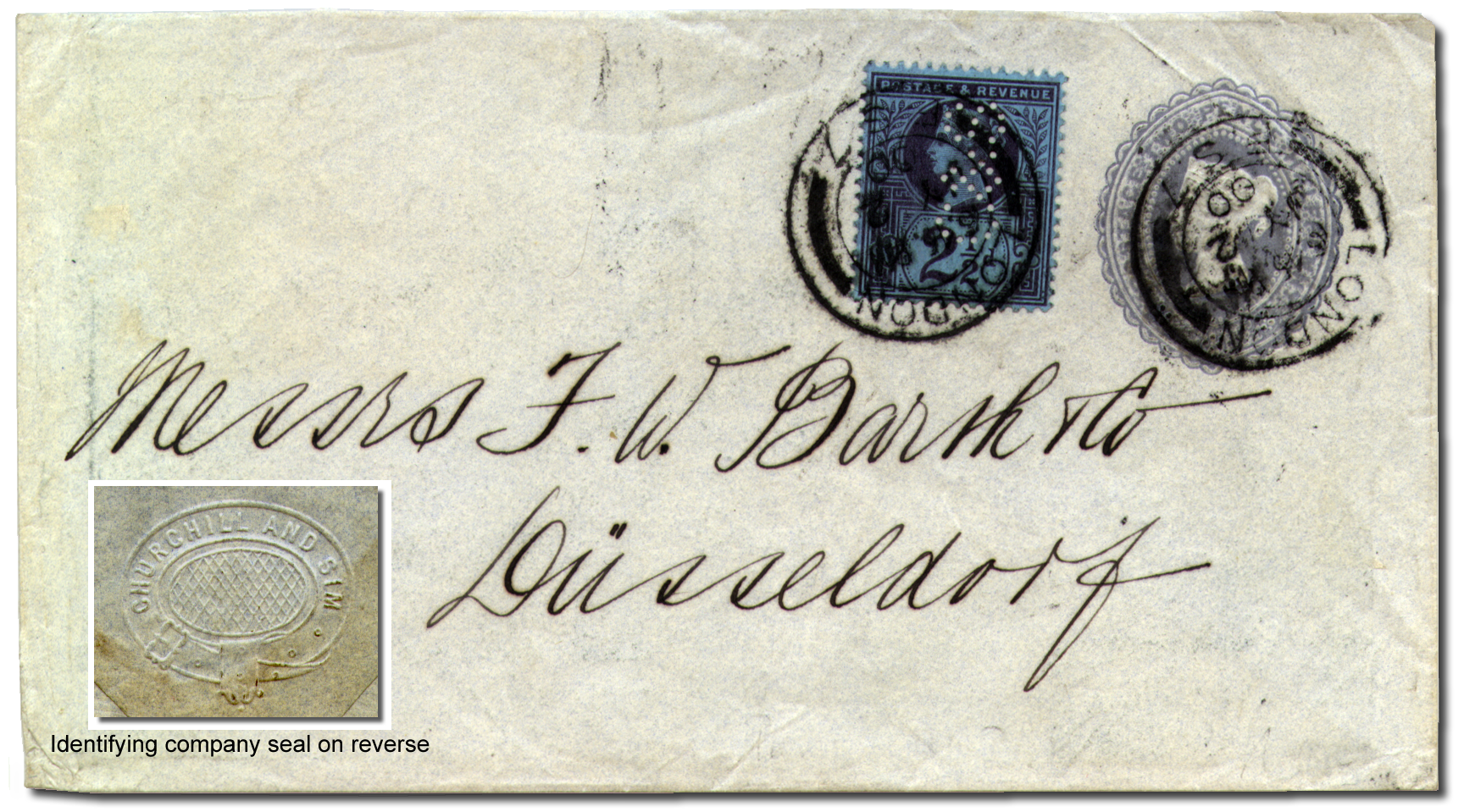
Поштовий канцелярський конверт, який використовувався з Лондона до Дюссельдорфа в 1900 році, з додатковою поштовою маркою з позначкою «C & S», що ідентифікує користувача як «Черчілль і Сім» відповідно до печатки на звороті, показаному на вставці

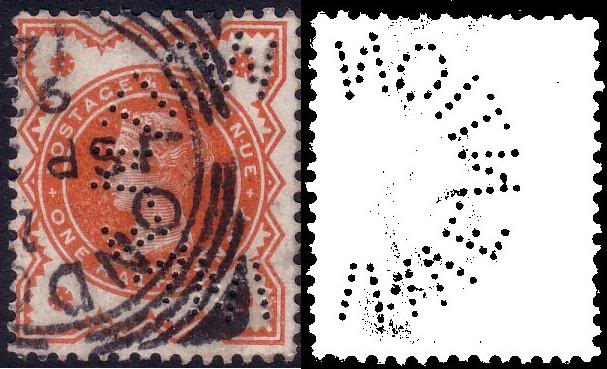
Незвичайний вигнутий перфін ВИНАХОД від патентних повірених GF Redfern & Co. з Лондона, чия телеграфна адреса також ВИНАХІД

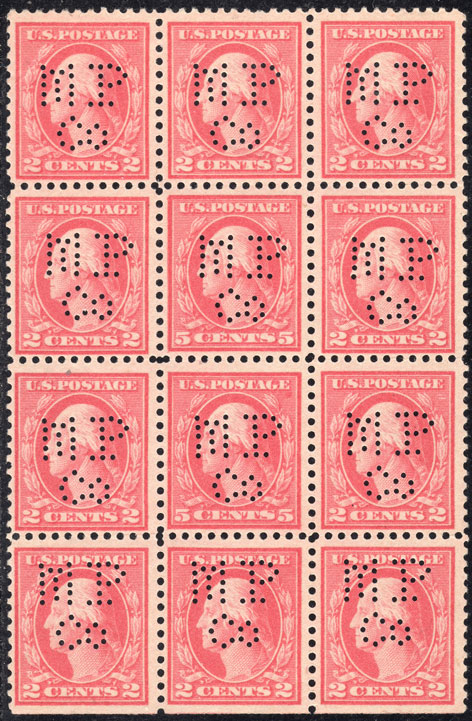
Великий блок перфінових марок США

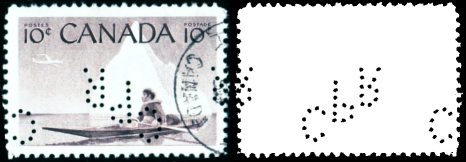
Канадська марка 1955 року з написом CPR (Canadian Pacific Railway)

Перфін — у філателії марка, на якій перфоровано ініціали або ім'я, щоб запобігти крадіжці. Ім'я є скороченням перфорованих ініціалів або перфорованих знаків.

## Історія
Починаючи з 1868 року, Велика Британія була першою країною, яка використовувала перфіни. Практика швидко поширилася в Бельгії (1872), Данії, Франції, Німеччині, Швейцарії (1876) й Австрії (1877). США нарешті дозволили перфіни в 1908 році.
У Великій Британії невикористані поштові марки можна було обміняти на готівку на пошті. За домовленістю з поштовими властями перфінну марку на листі міг використовувати лише власник перфіну. Тому вкрадена перфорована марка не матиме жодної цінності для несанкціонованого пред'явника. Таким чином, використання перфінів дало організаціям кращий захист своїх поштових відправлень. Зникнення перфінів відбулося через широке використання поштових лічильників, які позбавили потреби в перфінах.

## Офіційно приготовлені перфіни
Ряд країн мають перфоровані марки для позначення офіційної пошти. Проколоті марки Данії для використання Данською внутрішньою гвардією. Сполучені Штати проколювали марки для використання різними федеральними організаціями, а австралійські штати, такі як Вікторія та Квінсленд, широко використовували перфіни на своїх марках.

## Збір перфінів
Перфоровані поштові марки, які раніше вважалися пошкодженими та такими, що не варті колекціонування, тепер користуються великим попитом серед колекціонерів-спеціалістів. Часто важко визначити першоджерело використання окремих перфінів, оскільки зазвичай немає ідентифікаційних ознак; наприклад, компанія Kodak використовувала просту літеру K як свій перфін, але сама по собі перфорована марка K могла використовуватися кількома іншими користувачами. Позначка K, яка все ще прикріплена до обкладинки, яка має певну ідентифікаційну ознаку компанії, як-от назва компанії, адреса або навіть поштовий штемпель чи гасіння міста, де компанія мала офіси, підсилює таке зображення. Зауважте, що блок із 12 марок, зображений праворуч, містить два примірники помилкового номіналу в 5 центів, який дуже затребуваний, замість 2 центів.

## Поштові канцтовари
Окрім марок, оброблювали канцелярські конверти, листівки та газетні обгортки.

## Оформлені поштові перекази
Удосконалені британські поштові перекази використовувалися для виплати виграшних ставок на футбольні пули, і ці поштові перекази дуже затребувані колекціонерами.

## Зразки марок
Зразок марки часто додавалися словом зразки для позначення їх статусу.

## Купони для відповідей
Міжнародний купон відповіді був випущений островом Джерсі, де країна ідентифікується літерами «JE», вписаними в купон.